# Залив Измены
Залив Изме́ны — залив на северо-западе Тихого океана, вдаётся в юго-западную часть острова Кунашир Большой Курильской гряды.

## Топоним
Айнское название залива — Томари, в переводе означающее «бухта, гавань, пристань».
Русское название, как и проливу, дано в 1811 году офицерами шлюпа «Диана» в память о вероломстве японцев, которые захватили высадившихся здесь для пополнения запасов пресной воды и провианта командира шлюпа капитан-лейтенанта Василия Головнина с двумя офицерами и четырьмя матросами. Моряки находились в японском плену два года и три месяца.

## География
Ширина при входе — 11 километров, длина — 7,4 километра, глубина — 6,4 метра.
Омывает юго-западный берег Кунашира. На востоке ограничен Весловским полуостровом с мысом Весло, на котором находился одноимённый маяк, на северо-западе — заливом Мелкий и мысом Палтусов, вблизи которого на входе в залив находится отмель Палтусова. В месте примыкания полуострова соединён с озером Весловское. На северном берегу расположено село Головнино и упразднённый посёлок Палтусово.
В залив впадают реки Сенная, Головнинка, Головина и протока реки Рикорда, устье которой находится в озере Весловское.
Отделён проливом Измены от японского полуострова Ноцуке.
На акватории залива ветвь Кунаширского течения формирует два макроциркуляционных потока, один из которых — циклонический — представляет собой круговое течение, проникающее в залив в его центральной части и поворачивающее к мысу Палтусов.